# Stanhopea panamensis
Stanhopea panamensis là một loài thực vật có hoa trong họ Lan. Loài này được N.H.Williams & W.M.Whitten miêu tả khoa học đầu tiên năm 1988.

## Hình ảnh

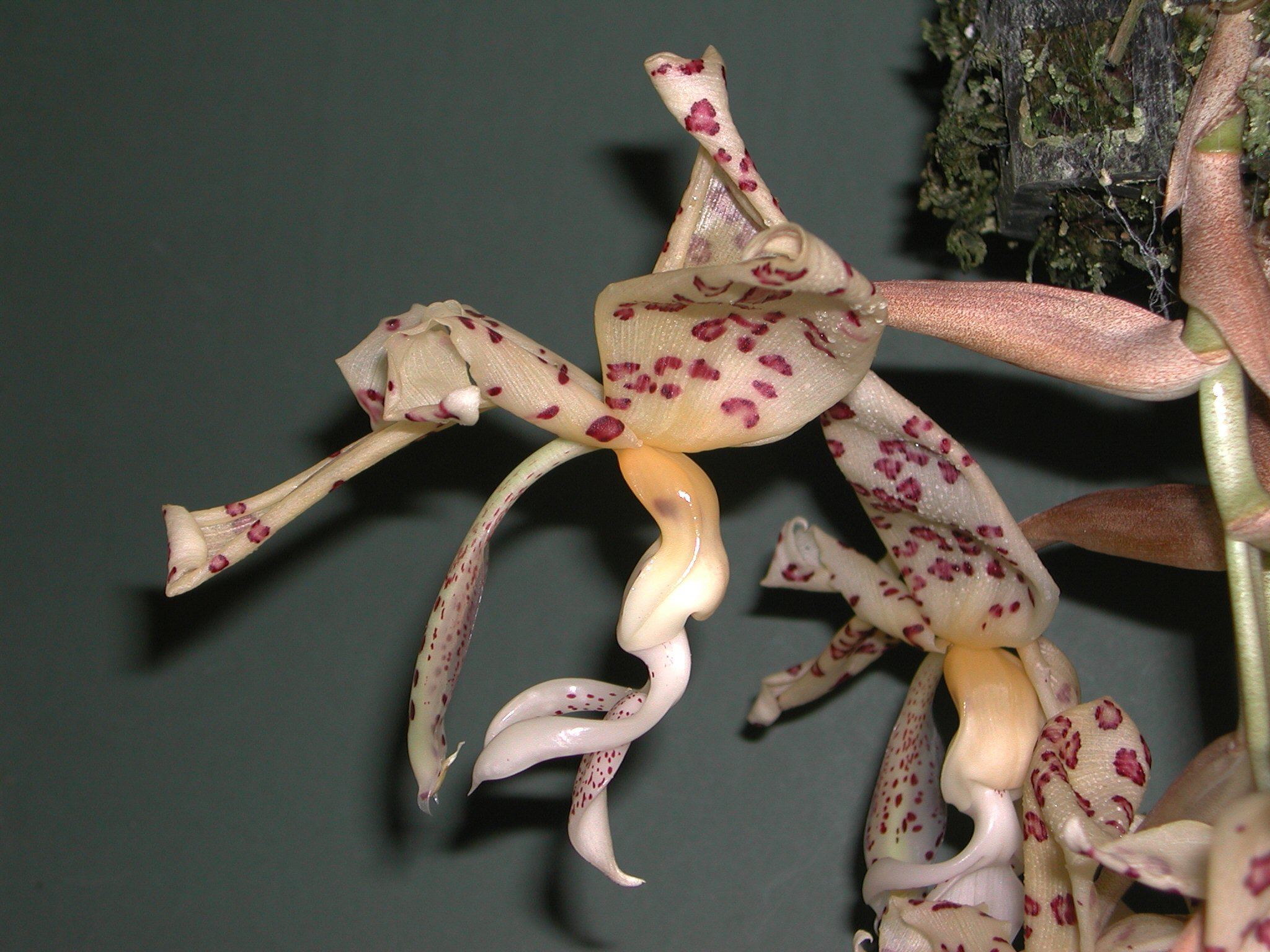
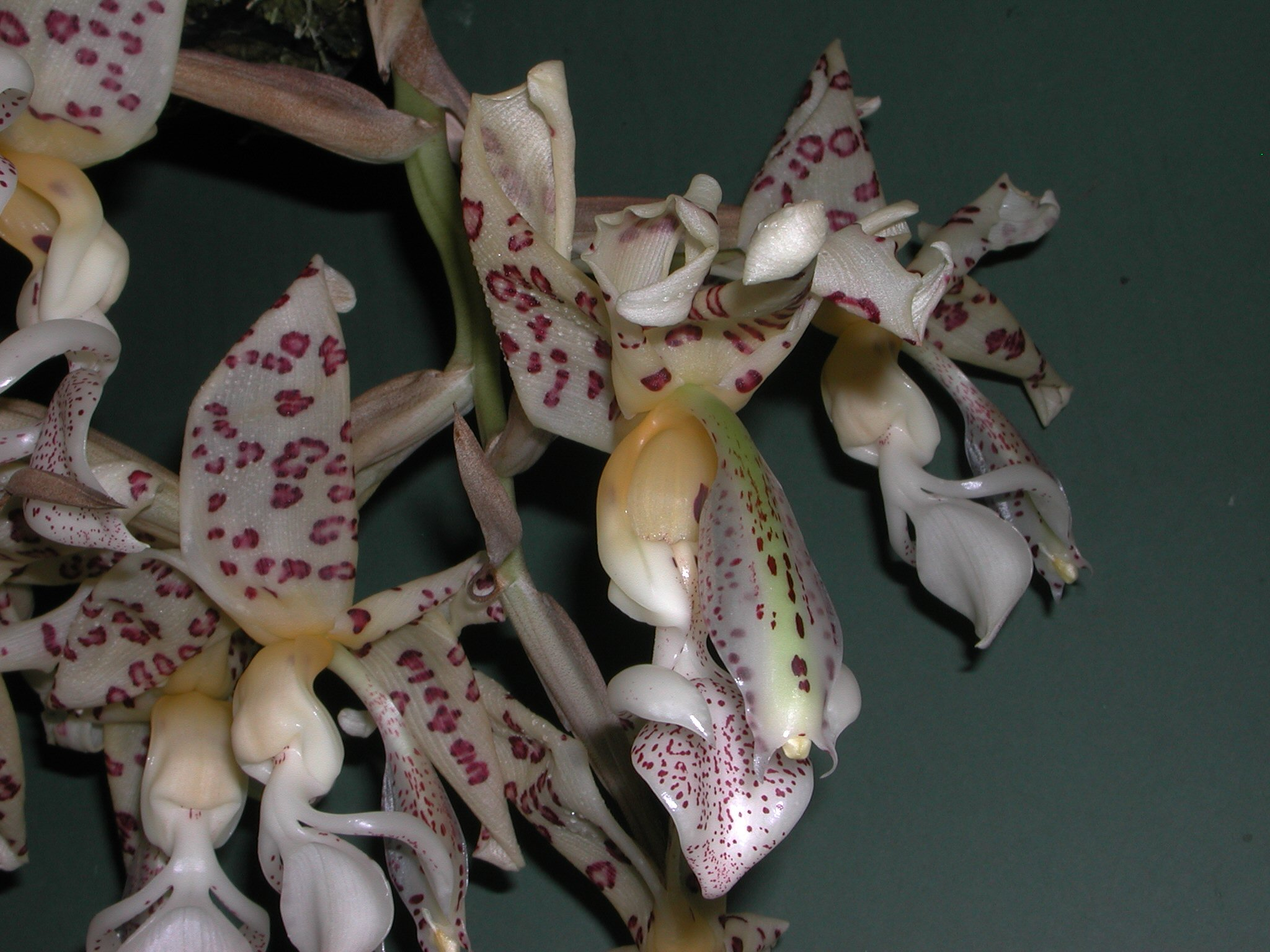